# Haložan
Haložan je blagovna znamka za zvrst vina belih sort, katere lastnica je Ptujska klet. Sestavljen je iz 30 odstotkov laškega rizlinga, 15 odstotkov renskega rizlinga in 10 odstotkov šipona. K tem vinskim sortam se v različnih odstotkih vsako leto sproti dodajo še sorte chardonnay, sauvignon, rumeni muškat, kerner, zeleni silvanec in nekatere druge bele sorte iz vinorodnega okoliša Haloze.
Vino ima bledo limonasto barvo, svežo cvetico, sladkorna stopnja je običajno na spodnji meji polsuhega vina. Haložan je vino z višjimi kislinami in do 12 odstotki alkohola, priporočljiva temperatura za postrežbo pa je 10˚C.